# كيت لوي
كيت لوي (2 أغسطس 1975 - ) (بالإنجليزية: Kate Lowe)‏ هي لاعبة كريكت بريطانية.

## وصلات خارجية
- كيت لوي على موقع إي آس بي آن كريك إنفو (الإنجليزية)